# خیلی پرافاده‌ای
«خیلی پُراِفاده‌ای» (به انگلیسی: You're So Vain) ترانه‌ای از کارلی سایمون خواننده/ترانه‌سرای آمریکایی است که در سال ۱۹۷۲ منتشر شد. این یکی از آثاری است که سایمون با آن شناخته می‌شود و آهنگ امضای او به‌شمار می‌آید. «خیلی پُراِفاده‌ای» در سال ۲۰۰۴ در تالار مشاهیر گرمی ثبت شد.
این ترانه فارغ از موسیقی خوب، یک اثر سرگرم‌کننده است: در زمان انتشار قطعه بین مردم موجی از گمانه‌زنی به‌راه افتاد و همه می‌خواستند حدس بزنند منظور سیمون از «شخصیت پُراِفاده‌ای» که در ترانه راجع به او صحبت می‌شود چه کسی است. معروف‌ترین گزینه‌ها جیمز تیلور (همسر سایمون)، وارن بیتی بازیگر و میک جَگِر خواننده بودند. با این اوصاف سایمون برای چند دهه دقیقاً نگفت شخصیت حقیر اشاره‌شده در ترانه کیست تا این‌که در سال ۲۰۱۵ در مصاحبه‌ای به مجلهٔ پیپل گفت که فقط بیت دوم در مورد وارن بیتی است. او تأکید کرد که بقیهٔ شعر راجع به مردهای مختلف است با این وجود بیتی فکر می‌کند همهٔ ترانه راجع به او نوشته شده‌است.

## موقعیت در جدول‌های فروش
| چارت موسیقی (۱۹۷۲–۱۹۷۳)           | بالاترین جایگاه |
| --------------------------------- | --------------- |
| کنت میوزیک ریپورت استرالیا        | ۱               |
| اولتراتاپ بلژیک (فلاندرز)         | ۵               |
| اولتراتاپ بلژیک (والونیا)         | ۱۴              |
| تک‌آهنگ‌های مجلهٔ آرپی‌ام کانادا      | ۱               |
| جدول کنترل رسانه آلمان            | ۸               |
| جدول تک‌آهنگ‌های ایرلند             | ۴               |
| ۱۰۰ تک‌آهنگ برتر هلند              | ۷               |
| نیوزیلند لیسنر                    | ۱               |
| رادیو اسپرینگ‌بوک آفریقای جنوبی    | ۴               |
| جدول تک‌آهنگ‌های بریتانیا           | ۳               |
| ۱۰۰ تک‌آهنگ داغ بیلبورد آمریکا     | ۱               |
| جدول معاصر بزرگسال بیلبورد آمریکا | ۱               |

### جدول‌های همهٔ زمان‌ها
| جدول (۱۹۵۸–۲۰۱۸)       | بالاترین جایگاه |
| ---------------------- | --------------- |
| ۱۰۰ تک‌آهنگ داغ بیلبورد | ۹۲              |